# Finnkampen 2009
Finnkampen 2009 hölls på Ullevi i Göteborg helgen 29-30 augusti. De svenska herrarna hade fyra års raka förluster bakom sig, men lyckades vända trenden och vinna. Sveriges damer däremot försökte försvara åtta års raka vinster, och lyckades med en nionde raka vinst. Sverige vann även de båda juniorkamperna, pojkar och flickor, vilket var första gången som Sverige vann samtliga fyra landskamper. Sverige vann också gångkampen.
Gångtävlingarna ingår inte i friidrottstävlingen utan utgör en egen gånglandskamp.

## Grenresultat

### Damer 213-197
| Gren      | Etta                                                                | Tvåa                                                                | Trea                                                                | Fyra                                                             | Femma                                                            | Sexa                                                             |
| 100 m     | Emma Rienas                                                         | Lena Berntsson                                                      | Jenna Jokela                                                        | Sari Keskitalo                                                   | Julia Skugge                                                     | Anna Heiniö                                                      |
| 14-8      | 11,80                                                               | 11,86                                                               | 11,89                                                               | 11,98;                                                           | 11,99                                                            | 12,15                                                            |
| 200 m     | Moa Hjelmer                                                         | Sari Keskitalo                                                      | Lena Berntsson                                                      | Matilda Hultgren                                                 | Tiina Leppäkoski                                                 | Anna Heiniö                                                      |
| 14-8      | 23,84 PB                                                            | 24,07 SB                                                            | 24,21                                                               | 24,29                                                            | 24,37 PB                                                         | 24,60 SB                                                         |
| 400 m     | Moa Hjelmer                                                         | Rebecca Högberg                                                     | Josefin Magnusson                                                   | Sanna Aaltonen                                                   | Jenniina Halkoaho                                                | Heidi Pappila                                                    |
| 16-6      | 54,18                                                               | 54,54                                                               | 54,85                                                               | 55,13 PB                                                         | 56,08                                                            | 57,42                                                            |
| 800 m     | Karin Storbacka                                                     | Charlotte Schönbeck                                                 | Mari Järvenpää                                                      | Lovisa Lindh                                                     | Suvi Selvenius                                                   | Elin Moraiti                                                     |
| 9-13      | 2:05,87                                                             | 2.06,28                                                             | 2:08,02                                                             | 2.08,14                                                          | 2.09,05                                                          | 2:11,34                                                          |
| 1 500 m   | Mari Järvenpää                                                      | Sandra Eriksson                                                     | Charlotte Schönbeck                                                 | Heidi Eriksson                                                   | Charlotta Fougberg                                               | Ida Nilsson                                                      |
| 7-15      | 4:25,52                                                             | 4:26,22                                                             | 4:26,61                                                             | 4:30,03                                                          | 4:30,87                                                          | 4:32,38                                                          |
| 5 000 m   | Isabellah Andersson                                                 | Ida Nilsson                                                         | Lisa Blommé                                                         | Janica Mäkelä                                                    | Jaana Honkanen                                                   | Elina Lindgren                                                   |
| 16-6      | 16:09,28                                                            | 16:10,39                                                            | 16:14,82                                                            | 17:22,72                                                         | 17:34,50                                                         | 17:36,74                                                         |
| 10 000 m  | Malin Liljestedt                                                    | Lena Gavelin                                                        | Anna von Schenck                                                    | Anna-Mari Määttänen                                              | Janica Mäkelä                                                    | Mira Tuominen                                                    |
| 16-6      | 35:19,02                                                            | 35:22,25                                                            | 35:22,27 SB                                                         | 36:18,41                                                         | 36:26,52                                                         | 36:50,58                                                         |
| 3 000 m h | Sandra Eriksson                                                     | Ulrika Johansson                                                    | Klara Bodinson                                                      | Lena Örn                                                         | Sara Sajanti                                                     | Saara Skyttä                                                     |
| 12-10     | 10:02,16                                                            | 10:14,29                                                            | 10:24,45                                                            | 10:29,03                                                         | 10:41,33                                                         | 11:22,60                                                         |
| 100 m h   | Nooralotta Neziri                                                   | Johanna Halkoaho                                                    | Emma Magnusson                                                      | Ida Aidanpää                                                     | Elin Westerlund                                                  | Jessica Samuelsson                                               |
| 7-15      | 13,48 PB                                                            | 13,50                                                               | 13,74 PB                                                            | 13,85 PB                                                         | 13,86 PB                                                         | 14,10                                                            |
| 400 m h   | Ilona Ranta                                                         | Emma Millard                                                        | Ulrika Johansson                                                    | Frida Persson                                                    | Milja Kuikka                                                     | Nuulu Ndiwabene                                                  |
| 8-14      | 57,79 SB                                                            | 58,76                                                               | 59,04                                                               | 59,18                                                            | 59,49                                                            | 59,90                                                            |
| Höjdhopp  | Emma Green                                                          | Hanna Grobler                                                       | Maiju Mattila                                                       | Ebba Jungmark                                                    | Mari Sepänmaa                                                    | Erika Wiklund                                                    |
| 11-11     | 1,90                                                                | 1,81                                                                | 1,78                                                                | 1,78                                                             | 1,74                                                             | 1,74                                                             |
| Stavhopp  | Minna Nikkanen                                                      | Vanessa Vandy                                                       | Malin Dahlström                                                     | Hanna-Mia Persson                                                | Tiina Taavitsainen                                               | Petra Olsen                                                      |
| 8-14      | 4,30                                                                | 4,10                                                                | 4,00                                                                | 4,00                                                             | 3,70                                                             | 3,70                                                             |
| Längdhopp | Noora Pesola                                                        | Malin Olsson                                                        | Linda Berntsson                                                     | Jessica Samuelsson                                               | Sanna Saarman                                                    | Susanna Rajamäki                                                 |
| 12-10     | 6,39 SB                                                             | 6,06                                                                | 6,06 SB                                                             | 6,02                                                             | 6,01 SB                                                          | 5,78                                                             |
| Tresteg   | Kristiina Mäkelä                                                    | Kristin Franke-Björkman                                             | Sohvi Seppälä                                                       | Elina Sorsa                                                      | Angelica Ström                                                   | Sofia Alexson                                                    |
| 8-14      | 13,23 PB                                                            | 13,14                                                               | 12,93                                                               | 12,82                                                            | 12,82                                                            | 12,81                                                            |
| Kula      | Helena Engman                                                       | Johanna Pulkkinen                                                   | Carolina Hjelt                                                      | Tanja Komulainen                                                 | Niina Kelo                                                       | Catarina Andersson                                               |
| 12-10     | 17,17                                                               | 15,93                                                               | 14,94                                                               | 14,90 PB                                                         | 14,55                                                            | 14,10                                                            |
| Diskus    | Anna Söderberg                                                      | Tanja Komulainen                                                    | Sofia Larsson                                                       | Lotta-Kaisa Välkkynen                                            | Sanna Kämäräinen                                                 | Elinor Forssander                                                |
| 12-10     | 57,93                                                               | 56,55                                                               | 54,15                                                               | 51,20                                                            | 50,82                                                            | 46,15                                                            |
| Spjut     | Mikaela Ingberg                                                     | Annika Petersson                                                    | Carita Hinkka                                                       | Anna Wessman                                                     | Jelena Jaakkola                                                  | Emelie Larsson                                                   |
| 9-13      | 57,64                                                               | 55,91                                                               | 53,52                                                               | 53,19                                                            | 52,05                                                            | 48,16 PB                                                         |
| Slägga    | Merja Korpela                                                       | Cecilia Nilsson                                                     | Tracey Andersson                                                    | Emma Johannesson                                                 | Lena Solvin                                                      | Johanna Salmela                                                  |
| 12-10     | 66,23                                                               | 65,24                                                               | 63,71                                                               | 61,14                                                            | 60,29                                                            | 56,47                                                            |
| 4x100 m   | Sverige Emma Rienas Lena Berntsson Elin Backman Julia Skugge        | Sverige Emma Rienas Lena Berntsson Elin Backman Julia Skugge        | Sverige Emma Rienas Lena Berntsson Elin Backman Julia Skugge        | Finland Anna Heiniö Sari Keskitalo Tiina Leppäkoski Jenna Jokela | Finland Anna Heiniö Sari Keskitalo Tiina Leppäkoski Jenna Jokela | Finland Anna Heiniö Sari Keskitalo Tiina Leppäkoski Jenna Jokela |
| 5-2       | 45.09                                                               | 45.09                                                               | 45.09                                                               | 46.17                                                            | 46.17                                                            | 46.17                                                            |
| 4x400 m   | Sverige Josefin Magnusson Moa Hjelmer Sandra Wagner Rebecca Högberg | Sverige Josefin Magnusson Moa Hjelmer Sandra Wagner Rebecca Högberg | Sverige Josefin Magnusson Moa Hjelmer Sandra Wagner Rebecca Högberg | Finland Emma Millard Sanna Aaltonen Ilona Ranta Karin Storbacka  | Finland Emma Millard Sanna Aaltonen Ilona Ranta Karin Storbacka  | Finland Emma Millard Sanna Aaltonen Ilona Ranta Karin Storbacka  |
| 5-2       | 3:36,41                                                             | 3:36,41                                                             | 3:36,41                                                             | 3:37,84                                                          | 3:37,84                                                          | 3:37,84                                                          |

#### Gång
| Gren      | Etta                  | Tvåa           | Trea           | Fyra            | Femma           | Sexa           |
| 5 km gång | Karoliina Kaasalainen | Anne Halkivaha | Tiina Muinonen | Ellinor Hogrell | Felicia Hogrell | Helena Sandmer |
| 6-16      | 23:37,22              | 24:20.93       | 25:30.61       | 25:35.64        | 28:32.19 PB     | 29:44.53 PB    |

### Herrar 208-200
| Gren      | Etta                                                                         | Tvåa                                                                         | Trea                                                                         | Fyra                                                                 | Femma                                                                | Sexa                                                                 |
| 100 m     | Stefan Tärnhuvud                                                             | Hannu Hämäläinen                                                             | Benjamin Olsson                                                              | Oskar Åberg                                                          | Jarkko Ruostekivi                                                    | Timo Salonen                                                         |
| 14-8      | 10,41                                                                        | 10,44 PB                                                                     | 10,61                                                                        | 10,67                                                                | 10,67                                                                | 10,71                                                                |
| 200 m     | Johan Wissman                                                                | Jonathan Åstrand                                                             | Nil de Oliveira                                                              | Alexander Nordkvist                                                  | Visa Hongisto                                                        | Hannu Ali–Huokuna                                                    |
| 14-8      | 20,56 SB                                                                     | 21,00 PB                                                                     | 21,15                                                                        | 21,29                                                                | 21,41                                                                | 21,94                                                                |
| 400 m     | Johan Wissman                                                                | Matti Välimäki                                                               | Thomas Nikitin                                                               | Nil de Oliveira                                                      | Santeri Tukia                                                        | Christoffer Envall                                                   |
| 14-8      | 46,33                                                                        | 46,69 PB                                                                     | 46,96 SB                                                                     | 47,11                                                                | 48,32                                                                | 48,90                                                                |
| 800 m     | Mikko Lahtio                                                                 | Anton Asplund                                                                | Joni Jaako                                                                   | Johan Walldén                                                        | Robert Rotkirch                                                      | Rami Oravakangas                                                     |
| 12-10     | 1:47,70 SB                                                                   | 1:48,39 PB                                                                   | 1:48,42                                                                      | 1:48,59 PB                                                           | 1:48,65                                                              | 1:52,88                                                              |
| 1 500 m   | Rizak Dirshe                                                                 | Jonas Hamm                                                                   | Riku Marttinen                                                               | Johan Walldén                                                        | Mikael Bergdahl                                                      | Thobias Ekhamre                                                      |
| 11-11     | 4:21,60                                                                      | 4:21,86                                                                      | 4:22,03                                                                      | 4:22,25                                                              | 4:23,17                                                              | 4:23,18                                                              |
| 5 000 m   | Olle Walleräng                                                               | Johan Wallerstein                                                            | Matti Räsänen                                                                | Fredrik Uhrbom                                                       | Henri Manninen                                                       | Jarkko Hamberg                                                       |
| 15-7      | 14:24,38                                                                     | 14:28,22                                                                     | 14:28,29                                                                     | 14:32,89                                                             | 14:40,41                                                             | 14:51,47                                                             |
| 10 000 m  | Matti Räsänen                                                                | Henrik Skoog                                                                 | Oskar Käck                                                                   | Jussi Utriainen                                                      | Adil Bouafif                                                         | Tuomas Jokinen                                                       |
| 11-11     | 29:52,64                                                                     | 29:53,51                                                                     | 29:55,64                                                                     | 30:22,92                                                             | 30:30,80                                                             | 30:58,15                                                             |
| 3 000 m h | Jukka Keskisalo                                                              | Mustafa Mohamed                                                              | Per Jacobsen                                                                 | Joonas Harjamäkin                                                    | Daniel Lundgren                                                      | Joonas Lehtinen                                                      |
| 11-11     | 8:33,12                                                                      | 8:38,88                                                                      | 8:46,17                                                                      | 8:53,97                                                              | 8:57,08                                                              | 9:18,29                                                              |
| 110 m h   | Philip Nossmy                                                                | Juha Sonck                                                                   | Antti Korkealaakso                                                           | Otto Kilpi                                                           | Rafael Askros                                                        | Nicklas Wiberg                                                       |
| 10-12     | 13,78                                                                        | 13,83                                                                        | 13,98 SB                                                                     | 14,25                                                                | 14,58                                                                | 14,63 SB                                                             |
| 400 m h   | Jussi Heikkilä                                                               | Niklas Larsson                                                               | Thomas Nikitin                                                               | Daniel Almgren                                                       | Panu Pasanen                                                         | Gustav Klingstedt                                                    |
| 12-10     | 50,48                                                                        | 52,04                                                                        | 52,08                                                                        | 52,81                                                                | 53,19 SB                                                             | 1:03,25                                                              |
| Höjdhopp  | Linus Thörnblad                                                              | Osku Torro                                                                   | Jussi Viita Erik Sundlöf Oskari Frösén                                       | Delad tredjeplats                                                    | Delad tredjeplats                                                    | Mehdi Alkhatib                                                       |
| 11-11     | 2,25                                                                         | 2,14                                                                         | 2,10                                                                         |                                                                      |                                                                      | 2,10                                                                 |
| Stavhopp  | Oscar Janson                                                                 | Eemeli Salomäki                                                              | Alhaji Jeng                                                                  | Mikael Westö                                                         | Gustaf Hultgren                                                      | Vesa Rantanen                                                        |
| 13-9      | 5,60 SB                                                                      | 5,50                                                                         | 5,25                                                                         | 5,25                                                                 | 5,15                                                                 | 5,00                                                                 |
| Längdhopp | Michel Tornéus                                                               | Tommi Evilä                                                                  | Mikko Kivinen                                                                | Simon Sundsten                                                       | Niklas Wiberg                                                        | David Frykholm                                                       |
| 10-12     | 7,97                                                                         | 7,86                                                                         | 7,82                                                                         | 7,62 SB                                                              | 7,59 PB                                                              | 7,47                                                                 |
| Tresteg   | Christian Olsson                                                             | Aleksi Tammentie                                                             | Jussi Tuunanen                                                               | Martin Eriksson                                                      | Andreas Otterling                                                    | Ville Mylläri                                                        |
| 12-10     | 16,61                                                                        | 16,36 PB                                                                     | 15,72                                                                        | 15,63                                                                | 15,54                                                                | 15,05 PB                                                             |
| Kula      | Robert Häggblom                                                              | Tuomo Tihinen                                                                | Seppo Kujala                                                                 | Mats Olsson                                                          | Robert Melin                                                         | Magnus Lohse                                                         |
| 6-16      | 18,38                                                                        | 17,94                                                                        | 17,89                                                                        | 17,23                                                                | 17,13                                                                | 15,88                                                                |
| Diskus    | Frantz Kruger                                                                | Mikko Kyyrö                                                                  | Per Rosell                                                                   | Jouni Walden                                                         | Axel Härstedt                                                        | Ulf Ankarling                                                        |
| 7-15      | 59,91                                                                        | 59,82                                                                        | 57,75                                                                        | 55,85                                                                | 54,35                                                                | 53,54                                                                |
| Spjut     | Ari Mannio                                                                   | Gabriel Wallin                                                               | Teemu Wirkkala                                                               | Antti Ruuskanen                                                      | Jonas Lohse                                                          | Daniel Ragnvaldsson                                                  |
| 8-14      | 80,01                                                                        | 79,69 SB                                                                     | 78,92                                                                        | 78,17                                                                | 76,02 SB                                                             | 75,93 SB                                                             |
| Slägga    | Olli-Pekka Karjalainen                                                       | David Söderberg                                                              | Mattias Jons                                                                 | Juha Kauppinen                                                       | Markus Johansson                                                     | Stefan Kvist                                                         |
| 7-15      | 78,70                                                                        | 74,78                                                                        | 72,63                                                                        | 69,80                                                                | 67,48                                                                | 64,06                                                                |
| 4x100 m   | Sverige Oskar Åberg Alexander Nordkvist Benjamin Olsson Stefan Tärnhuvud     | Sverige Oskar Åberg Alexander Nordkvist Benjamin Olsson Stefan Tärnhuvud     | Sverige Oskar Åberg Alexander Nordkvist Benjamin Olsson Stefan Tärnhuvud     | Finland Visa Hongisto Hannu Hämäläinen Jonathan Åstrand Timo Salonen | Finland Visa Hongisto Hannu Hämäläinen Jonathan Åstrand Timo Salonen | Finland Visa Hongisto Hannu Hämäläinen Jonathan Åstrand Timo Salonen |
| 5-0       | 41,20                                                                        | 41,20                                                                        | 41,20                                                                        | DNF                                                                  | DNF                                                                  | DNF                                                                  |
| 4x400 m   | Sverige Fredrik Johansson Daniel Almgren Alexander Nordkvist Nil de Oliveira | Sverige Fredrik Johansson Daniel Almgren Alexander Nordkvist Nil de Oliveira | Sverige Fredrik Johansson Daniel Almgren Alexander Nordkvist Nil de Oliveira | Finland Ville Wendelin Visa Hongisto Santeri Tukia Matti Välimäki    | Finland Ville Wendelin Visa Hongisto Santeri Tukia Matti Välimäki    | Finland Ville Wendelin Visa Hongisto Santeri Tukia Matti Välimäki    |
| 5-2       | 3:09,67                                                                      | 3:09,67                                                                      | 3:09,67                                                                      | 3:09,89                                                              | 3:09,89                                                              | 3:09,89                                                              |

#### Gång
| Gren       | Etta            | Tvåa       | Trea              | Fyra               | Femma               | Sexa           |
| 10 km gång | Jarkko Kinnunen | Ato Ibáñez | Perseus Karlström | Andreas Gustafsson | Veli-Matti Partanen | Matias Korpela |
|            | 42:14,51        | 42:41,73   | 42:55,34          | 43:15,10           | 43:25,42            | 43:53,06       |